# 월정항
월정항은 제주특별자치도 제주시 구좌읍 월정리에 위치한 어항이다. 2004년 9월 23일 어촌정주어항으로 지정되었다. 관리청은 제주시, 시설관리자는 제주시장이다.

## 어항 연혁
남국의 지명유래(진성기저)에 의하면 거금 300년전에 무주(武州)라고 했었는데 1856년경 원봉선생(元峯先生)이 지형이 반월형으로 되고 해변이 모래로 이루어지니 멸치어장에 알맞고 이 부락을 바다에서 보면 선명하게 반월형으로 보이니 월정리(月汀里)라 호칭했다고 전해지고 있다. 그리고 부락창촌은 월정리 서쪽 해안에 생활용수가 풍부한 송포(松浦)가 있는데 약 300여년전에 제주도지사를 지낸 고 김인홍(金人洪)씨 선조와 김해김씨가 정착했다고 전해진다.

## 어항 구역
- 수역: 69,765m2[1]

## 어항 시설
1987년 방파제 25m 축조를 시작으로 현재까지 방파제 155m, 선착장 293m가 축조되어 있다.